# Христос Бялас
Хрѝстос Атанасѝу Бя̀лас (на гръцки: Χρήστος Αθανασίου Μπγιάλας) е гръцки политик от Коалиция на радикалната левица (СИРИЗА), депутат в Гръцкия парламент от септември 2015 година.

## Биография
Роден е на 8 март 1964 година в македонското градче Дескати, Гърция. Завършва Факултета по право и икономика на Солунския университет. От 1992 година има счетоводно-консултантска къща за бизнес проекти в областта на селското стопанство. От 1999 до 2002 и от 2007 до 2010 година е общински съветник в дем Дескати, а от 2003 до 2006 година е кмет на Дескати.
Избран е от СИРИЗА за депутат от избирателен район Гревена на изборите през септември 2015 година.